# 石邦藩
石邦藩（1901年8月12日—1984年）是中華民国空軍軍官。

## 早年生活
石邦藩于1901年8月12日出生在湖南省乾城县是苗族人，就读于乾城县立高等小学堂。1921年，他从国民革命军军官教导团毕业，并在1924年2月晋升成陆军步兵少校。1924年4月，他考入直系军阀控制的保定航空学校，但在不久后的1925年3月学校人员与设备便迁往洛阳市。

## 军事生涯
1925年秋毕业后，石邦藩被编入第三航空队担任副队长留在洛阳。1926年，随着冯玉祥下野和孙岳病重，直系军阀重掌大权，第三航空队由吴佩孚接管。同年6月，联军航空司令部在保定成立，石邦藩被任命为航空第一队中队长。1927年4月，程潜率领江右军攻破江宁县，石邦藩转投国民党加入江右军航空队担任副队长。
1928年2月，国民政府军事委员会航空司令部成立，石邦藩被任命为航空第二队副队长。

## 注脚
1. ↑  軍事委員會銓敍廳. . 臺灣華文電子書庫: 222.   [2018-02-27]. （原始内容存档于2018-06-24） （中文）.
2. ↑  . 时刻新闻.   [2025-06-05]. （原始内容存档于2025-07-11）.
3. ↑   (PDF). 政大图书馆.   [2024-06-06].
4. 1 2  李天民 1973，第74-77頁.
5. 1 2 3   (PDF). 军事史研究2003年第3期.   [2025-06-06]. （原始内容 (PDF)存档于2016-12-30） （中文）.
6. ↑  马毓福 1994，第183頁.